# Vincenzo Gabussi
Vincenzo Gabussi (Bologna, 1800 – Londra, 12 settembre 1846) è stato un compositore italiano.

## Biografia
Studiò musica fin da giovane, sotto la guida di Stanislao Mattei, e debuttò come operista nel 1825, con l'opera I furbi al cimento. Poco dopo si trasferì a Londra, dove con successo intraprese l'attività di insegnante di canto per membri dell'alta società londinese. Occasionalmente ritornò alla composizione operistica, nel 1834 con Ernani e nel 1841 con Clemenza di Valois, entrambi su libretto di Gaetano Rossi. Il clamoroso insuccesso nella rappresentazione di quest'ultimo alla Scala di Milano nel 1842 spinse  Gabussi ad abbandonare per sempre l'opera.
Dove Gabussi raccolse i maggiori successi fu nella prolifica composizione cameristica di romanze e di oltre un centinaio di duetti, trii e quartetti per pianoforte e voce. Nonostante i versi convenzionali e le melodie semplici, o forse proprio a causa di questi, le composizioni riscontrarono un grande successo di pubblico, sia a Londra che in Italia, e lo portarono ad essere soprannominato "Nuovo Schubert".